# 160 (nombre)
Cet article concerne le nombre 160. Pour les années, voir 160 et 160 av. J.-C. Pour les lignes de transports en commun voir Ligne 160 .
Le nombre 160 (cent soixante) est l'entier naturel qui suit 159 et qui précède 161.

## En mathématiques
Cent soixante est :
- la somme des onze premiers nombres premiers,
- la somme des cubes des trois premiers nombres premiers,
- un zéro de la fonction de Mertens,
- le plus petit nombre n pour lequel l'équation φ(x) = n a exactement 12 solutions.

## Dans d'autres domaines
Cent soixante est le numéro de la famille de colorants alimentaires constitués de pigments naturels E160-a à E160-f (du jaune à l'orange) appelé caroténoïdes.